# Eric Arthur Walker
Eric Arthur Walker (Long Eaton, 29 de abril de 1910 – State College, 17 de fevereiro de 1995) foi um engenheiro estadunidense. Foi presidente (reitor) da Universidade Estadual da Pensilvânia de 1956 a 1970 e membro fundador da Academia Nacional de Engenharia dos Estados Unidos.

## Biografia
Nascido em Long Eaton, Inglaterra, Walker obteve um bacharelato em engenharia elétrica na Universidade Harvard, um mestrado em economia empresarial e um doutorado em ciências gerais e engenharia na Universidade Harvard.
Durante a Segunda Guerra Mundial foi diretor associado do Underwater Sound Laboratory, inicialmente localizado em Harvard, e relocado depois para o câmpus da Universidade Estadual da Pensilvânia. Walker permaneceu na Universidade Estadual da Pensilvânia, tornando-se chefe do Departamento de Engenharia Elétrica, depois Decano do College of Engineering and Architecture em 1951. Foi depois vice-presidente de pesquisa da Universidade Estadual da Pensilvânia em 1956, e neste mesmo ano presidente da universidade.
A Universidade Estadual da Pensilvânia passou por mudanças e crescimento durante a presidência de Walker. A população de estudantes no pós-guerra aumentou de 13 mil para 40 mil, tornando-se uma das maiores universidades dos Estados Unidos. Walker supervisionou a criação do Penn State Milton S. Hershey Medical Center, e os investimentos em pesquisas da universidade cresceram de US$ 8.000.000 em 1956-57 para US$ 36.000.000 em 1969-70.

## Legado
O edifício Eric A. Walker da Universidade Estadual da Pensilvânia é denominado em sua homenagem. Abriga o Departamento de Meteorologia, um dos maiores departamentos de ciências da universidade, bem como o Departamento de Geografia.